# Captura de la corbeta Tornado
La captura de la corbeta Tornado ocurrió el 22 de agosto de 1866 en aguas de la isla de Madeira durante la guerra hispano-sudamericana. La fragata de hélice española Gerona fue la responsable de la captura de dicho buque, una corbeta de hélice chilena que, camuflada como un barco mercante de bandera inglesa, se dirigía a Chile para unirse a la escuadra de aquel país.

## Antecedentes
Desde que a principios de 1864 se iniciara un conflicto diplomático entre España y Perú por el llamado incidente de Talambo, la opinión pública chilena se posicionó a favor de sus vecinos. En 1865 se produjeron distintos actos hostiles contra los españoles residentes en Chile y el gobierno de este país decidió negar todo apoyo logístico a las unidades navales españolas. José Manuel Pareja, comandante general de la Escuadra del Pacífico, protestó ante las autoridades chilenas y exigió que se levantaran las restricciones impuestas a sus buques. Chile se negó y Pareja declaró toda la costa chilena en estado de bloqueo el 24 de septiembre. En respuesta a la decisión de Pareja, Chile declaró la guerra a España el día siguiente.
En aquella época la Armada chilena se reducía a una corbeta de hélice y un vapor de ruedas, por lo que se había enviado a Europa al vicealmirante Roberto Simpson para adquirir nuevos buques de guerra. En Reino Unido se encontraban disponibles una serie de naves que habían sido encargadas por los desaparecidos Estados Confederados de América con el propósito de utilizarlas como buques corsarios contra el comercio estadounidense. Sabiendo que las autoridades británicas no permitirían la salida de barcos destinados a una nación en guerra, pues el Reino Unido debía mantenerse neutral, los agentes chilenos realizaron las gestiones a través de intermediarios ingleses. De esta manera se adquirieron dos corbetas que, para confundir a los agentes británicos y españoles, se denominaron de diferentes formas al mismo tiempo: Texas, Canton, Cyclone, Pampero o Tornado.

### Salida del Reino Unido

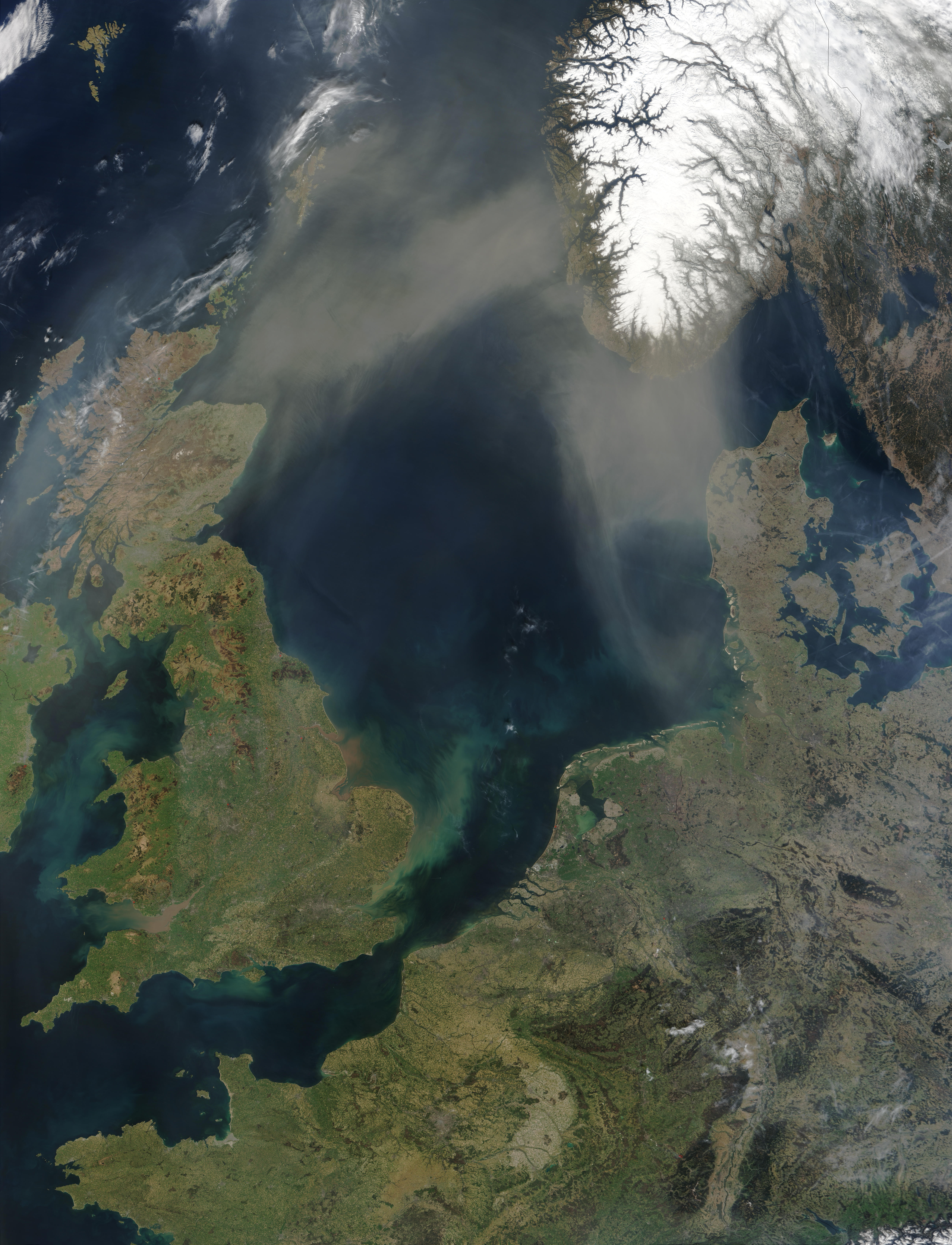
Entre los meses de junio y agosto de 1866, la Tornado recorrería diversos puntos del Mar del Norte: Edimburgo (en Escocia, a la izquierda), Hamburgo (en Alemania, a la derecha tierra adentro) o las islas Feroe (arriba a la izquierda).

A finales de 1865, el ministro plenipotenciario de España en Londres y el vicecónsul del mismo país en Glasgow ya tenían conocimiento de estos hechos. El ministro se comunicó en dos ocasiones con el Gobierno español, el 25 de noviembre y el 8 de diciembre, para informar de la existencia de dos buques corsarios construidos durante la guerra de Secesión y que estaban siendo preparados para Chile en los astilleros del río Clyde.
A pesar de las protestas españolas, el gobierno británico no intervino alegando que uno de los buques era propiedad de un escocés y que del otro no había constancia de a quién pertenecía. Finalmente, las continuas injerencias de los agentes españoles y las crecientes sospechas de las autoridades británicas (que creían que las naves estaban siendo habilitadas para el corso contra los Estados Unidos) hicieron que el vicealmirante Simpson ordenara a los barcos zarpar.
La Cyclone pasó por Hamburgo, donde se encontraba junto a la Tornado cuando el cónsul español en aquella ciudad informó a su gobierno que se estaban preparando para partir (11 de julio). El 1 de agosto llegó a Yarmouth, puerto en el que se embarcaron dos agentes españoles que descubrieron que el barco transportaba pertrechos de guerra ocultos. Los infiltrados serían descubiertos más adelante y fueron obligados a desembarcar en Folkestone. La Cyclone continuaría su viaje, tras hacer una nueva escala en Falmouth, hasta Chile. Allí pasaría a engrosar las listas de la Armada con el nombre de Abtao durante el mes de noviembre.
Por su parte, la Tornado se encontraba en Leith (Edimburgo), de donde partió el 14 de junio hacia Hamburgo. Llegó a esta ciudad cuatro días después y allí siguió atracada, terminando de reclutar a la tripulación, hasta que el 14 de julio salió del puerto con rumbo a las islas Feroe. En aquel archipiélago tocaría tierra en Hvannasund (18 - 20 de julio) y en Tórshavn (20 - 23 de julio), pero un motín obligaría al buque a regresar a Leith, adonde llegó el 31 de julio. Durante la forzada estancia de la Tornado en Leith, hubo de renovarse la tripulación, pasando a comandar el buque Eduard Montgomery Collier, oficial retirado de la Marina británica. Todas las gestiones fueron realizadas por Juan MacPherson, Ingeniero de Primera Clase de la Armada chilena y responsable del traslado de los barcos hasta Chile que, para ocultar su verdadero cometido, se hallaba embarcado bajo el falso cargo de Tercer Piloto de la Tornado. Finalmente, el 8 de agosto, el buque salió de aguas británicas y se dirigió a las islas Madeira (Portugal).

## Captura de laTornado
El 21 de agosto de 1866 la Tornado llegó a Madeira, fondeando en el puerto de Funchal a las 14:00 con la intención de cargar carbón, víveres y reclutar marinos. Aunque en un principio iba a permanecer atracada hasta el día 23, a las 18:30 del 22 de agosto el vigía del buque alertó de la presencia de una fragata de guerra. Se decidió entonces salir de puerto en cuanto todo estuviera listo, lo que sería noventa minutos después del avistamiento.
Con las prisas, la Tornado dejó parte de su carga de carbón en el muelle y no recibió la inspección correspondiente. Este último hecho, por ser una infracción, provocó que una de las baterías del puerto efectuara dos disparos sin bala para exigir que se detuviera. El buque ignoró los avisos portugueses y huyó.
Por su parte, la fragata de guerra avistada anteriormente por el vigía de la Tornado no era otra que la fragata de hélice española Gerona, que había sido enviada desde Cádiz hacia el Atlántico al mando del capitán de navío Benito Ruiz de la Escalera para, precisamente, dar caza a los dos barcos chilenos que habían partido del Reino Unido con destino a Chile. Prevenida de la presencia de la Tornado, la Gerona salió en su persecución. A las 22:30 la fragata española realizó un primer disparo sin proyectil que ignoró el buque chileno. La persecución continuaría hasta que la Gerona efectuó tres nuevos disparos, pero, esta vez, con bala. Tras esta acción, el barco chileno paró sus máquinas y se rindió.
Según un testimonio de la época, para dar alcance a la Tornado fue decisiva la intervención del segundo maquinista de la Gerona, que sustituyó al primer maquinista, un mecánico inglés que se negaba a dar mayor presión a las calderas. A la voz de «¡la Patria lo quiere!» del comandante, el segundo maquinista, catalán, había exclamado «si la Patria lo quiere, lo será, mi comandante».
Posteriormente se establecería el siguiente diálogo entre el segundo maquinista y el comandante Ruiz de la Escalera:

—Mi comandante, la Patria lo quería y tenía que ser. Más de cuatro veces han debido reventar las calderas, pero había que llegar y hemos llegado. 
—En nombre de la Patria, ¿qué desea Vd.? 
—Volver a quemar combustible para cazar enemigos de España.

La tripulación apresada fue transbordada a la Gerona, quedando la Tornado al mando del teniente de navío Manuel de Bustillo y Pery. La dotación de presa quedó completada con un alférez de navío, cuatro guardiamarinas, un maquinista y 51 hombres armados.
El 23 de agosto a las 9:30, los dos buques se separaron. La Tornado puso rumbo a Cádiz, a donde llegaría tres días más tarde, mientras que la Gerona regresó a Madeira para buscar, infructuosamente, a la Cyclone en sus aguas.
El 6 de octubre la fragata de hélice española Navas de Tolosa saldría de Río de Janeiro para buscar y apresar a buques sospechosos (en particular la Cyclone), aunque la búsqueda no dio frutos.

## Incorporación de laTornadoa la Armada Española

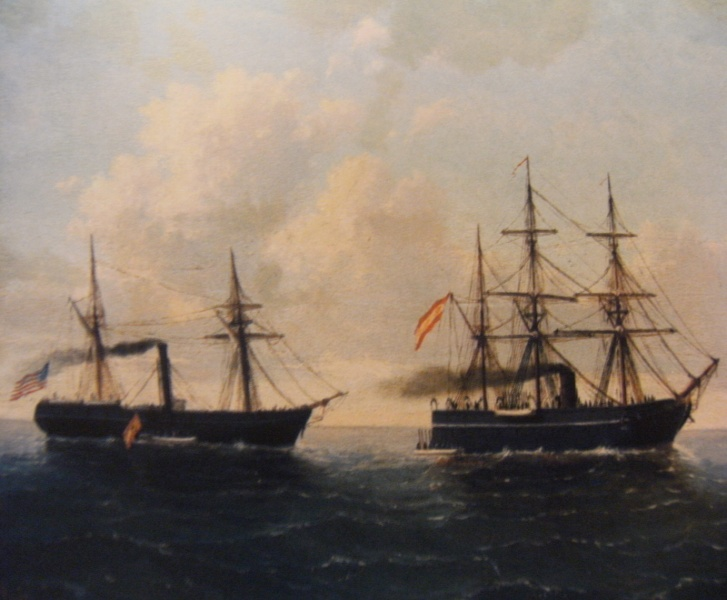
La corbeta Tornado remolcando al vapor estadounidense Virginius tras su captura.

La Tornado permaneció en puerto hasta que se resolvió si había sido capturada conforme a las leyes. El 6 de diciembre de 1866 el Auditor del Departamento Naval de Cádiz declaró al buque como buena presa y el día 15 del mismo mes una junta constituida en Tribunal de Presas decretó lo mismo. Mr. Collier recurrió esta decisión considerando que la junta no tenía competencia para resolver el caso. Sin embargo, su recurso fue denegado el 30 de enero de 1867.
El proceso terminó el 7 de agosto de 1869 cuando el Consejo de Estado y del Almirantazgo desestimó cualquier reclamación sobre la Tornado, decisión que respetó el gobierno británico, solicitando únicamente que la tripulación fuera socorrida.
Finalmente, por Orden de 7 de septiembre de aquel año se dispuso la habilitación del buque para prestar servicio en la Armada. Así, entre el 25 de noviembre y el 19 de diciembre se realizaron los trabajos en el Arsenal de la Carraca destinados a ese fin.
Durante la larga carrera de la Tornado en la Armada española, destaca la captura el 31 de octubre de 1873 del vapor estadounidense Virginius, que transportaba hombres, armas y municiones destinados a ayudar a los rebeldes que luchaban en Cuba contra la dominación española en la llamada guerra de los Diez Años. Este apresamiento generó un conflicto internacional con los Estados Unidos y el Reino Unido conocido como el Asunto del Virginius.
La vida de la Tornado llegaría a su fin el 28 de noviembre de 1938 cuando, en plena guerra civil española, fue destruida por una bomba de la aviación franquista.